# الکماد
الکماد (به هلندی: Alkemade) یک سکونتگاه مسکونی در هلند است که در Kaag en Braassem واقع شده‌است.

## خصوصیات
الکماد ۳۰٫۹۱ کیلومترمربع مساحت و ۱۴٬۵۳۵ نفر جمعیت دارد.